# Avui
Avui (pronuncia catalana: [əˈβuj], che significa "oggi" in italiano) era un quotidiano catalano, con sede a Barcellona, in Catalogna. Fu pubblicato dal 1976 al 2011. La linea editoriale era nazionalista catalana.

## Storia e profilo
Avui fu pubblicato per la prima volta il 23 aprile 1976 (il giorno di San Giorgio, una festa simbolica in Catalogna). Inizialmente era finanziariamente basato sugli abbonamenti di migliaia di catalani. Presto iniziò ad avere problemi finanziari e cambiò proprietà. Una partnership di due editori insieme allo stesso governo nazionale catalano prese il controllo al fine di evitare un fallimento imminente. Il Grupo Godó possedeva il 40% del giornale.
Il governo catalano sovvenziona con importi importanti quei giornali catalani con almeno un'edizione in lingua catalana. Nel 2008 Avui era secondo solo a El Punt in termini di circolazione / fondi concessi, avendo ricevuto quasi 1,5 milioni di euro che ammontavano a 48,9 euro per giornale venduto.
Cambiò di nuovo proprietà nel 2009, essendo stato acquistato dal suo rivale El Punt e creando il nuovo giornale El Punt Avui il 31 luglio 2011.